# 9162 Kwiila
A 9162 Kwiila (ideiglenes jelöléssel 1987 OA) egy földközeli kisbolygó. J. E. Mueller fedezte fel 1987. július 29-én.